# Turova, Baranivka
Turova (în ucraineană Турова) este un sat în așezarea urbană Mareanivka din raionul Baranivka, regiunea Jîtomîr, Ucraina.

## Demografie
Componența lingvistică a localității Turova
     Ucraineană (100%)
Conform recensământului din 2001, toată populația localității Turova era vorbitoare de ucraineană (100%).